# Станція теплопостачання № 1
Станція теплопостачання № 1 (СТ-1, раніше Київська ТЕЦ-3) ) — найстаріша теплостанція Києва, одна з перших теплоелектроцентралей в Україні, введена в експлуатацію 1 травня 1936 року. Обслуговує Шевченківський, Печерський, Солом'янський і Голосіївський райони в управлінні муніципального комунального підприємства Київтеплоенерго. Була споруджена для забезпечення тепловою та електричною енергією Київського залізничного вузла та прилеглих до нього промислових підприємств, комунальних та житлових об'єктів Києва з видачею надлишку електроенергії в загальну мережу системи «Київенерго».

## Опис

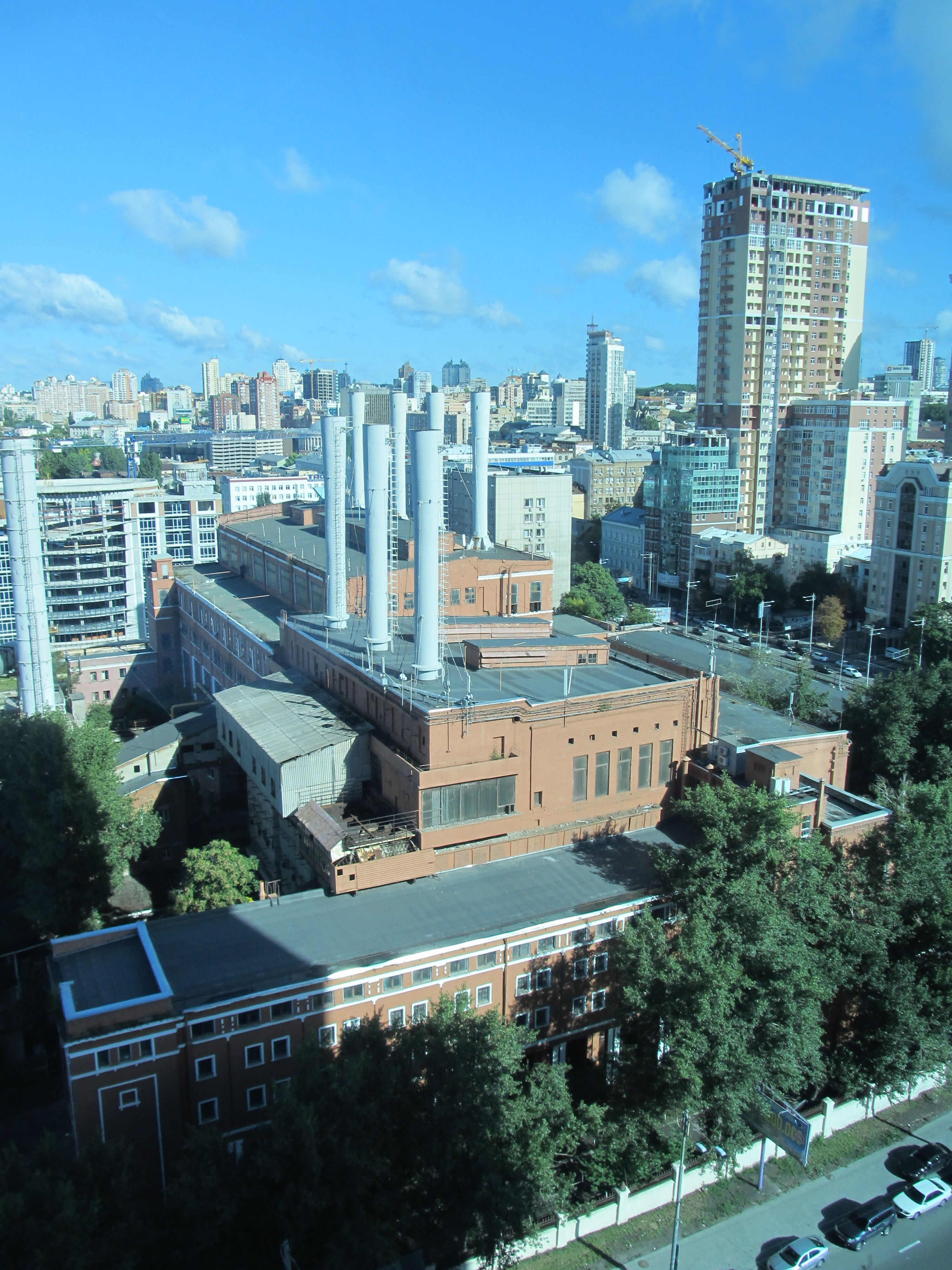
Огляд на споруди станції з бізнес-центру 101 Tower

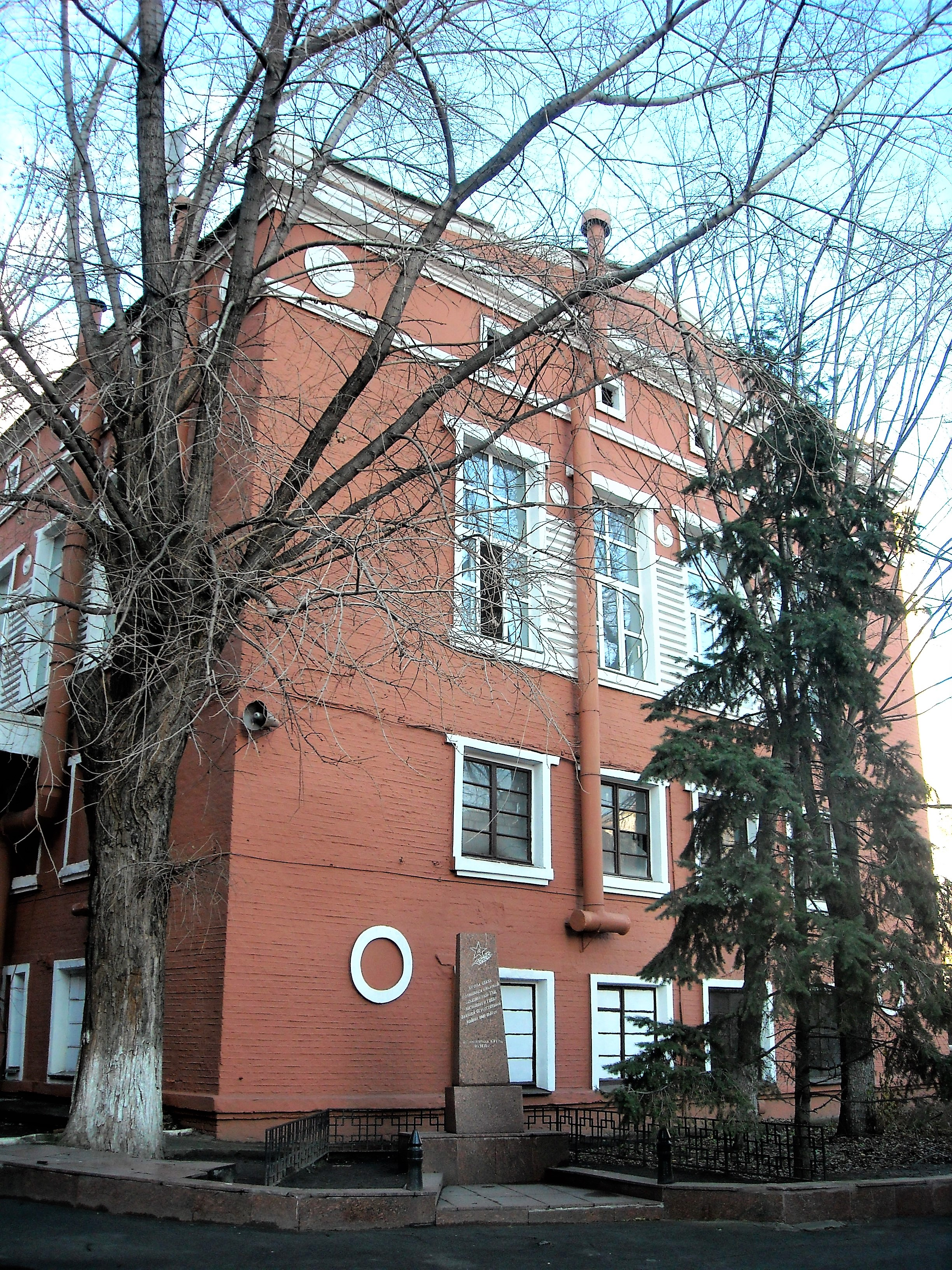
Монумент на території станції

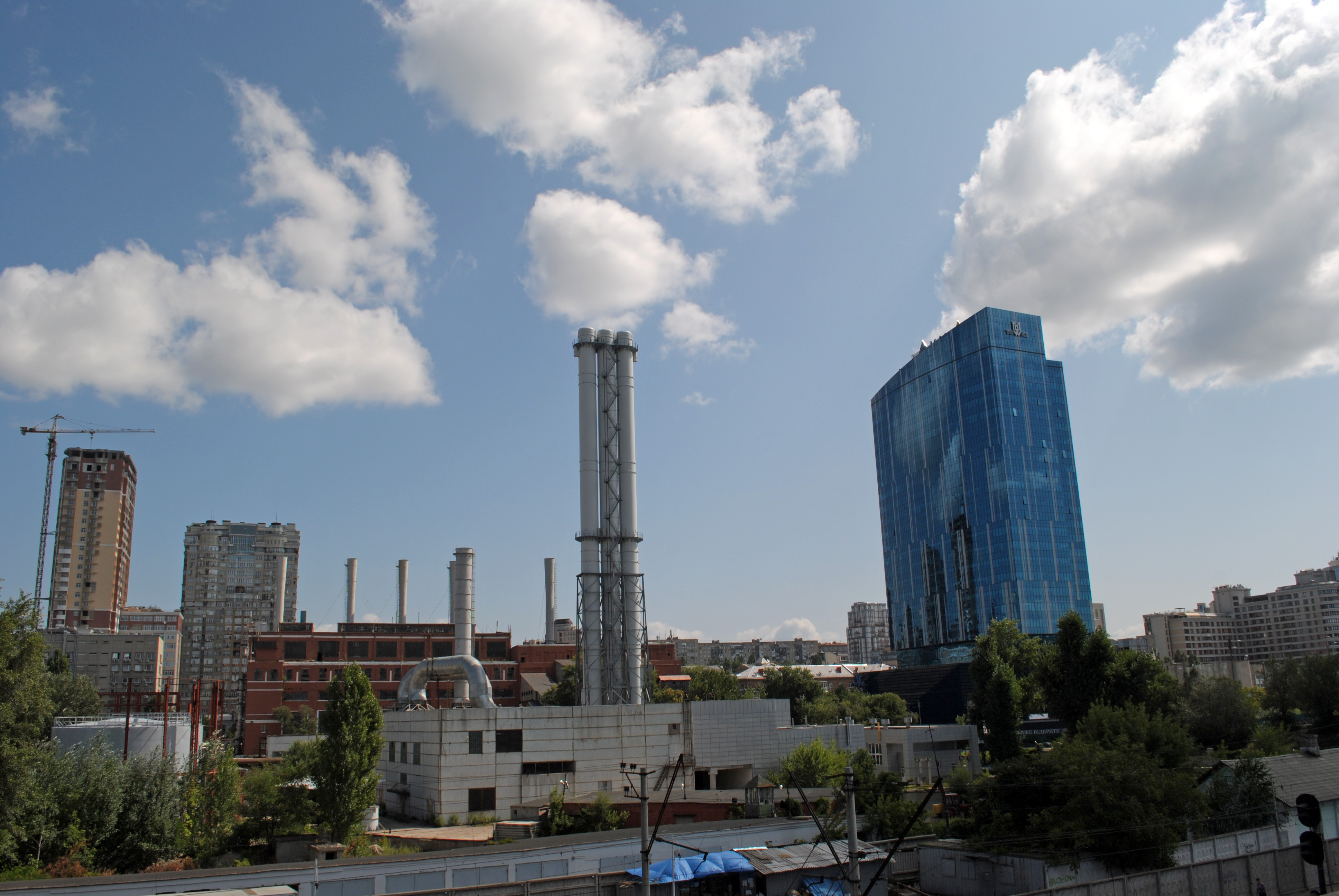
Огляд на станцію з вулиці Вокзальної

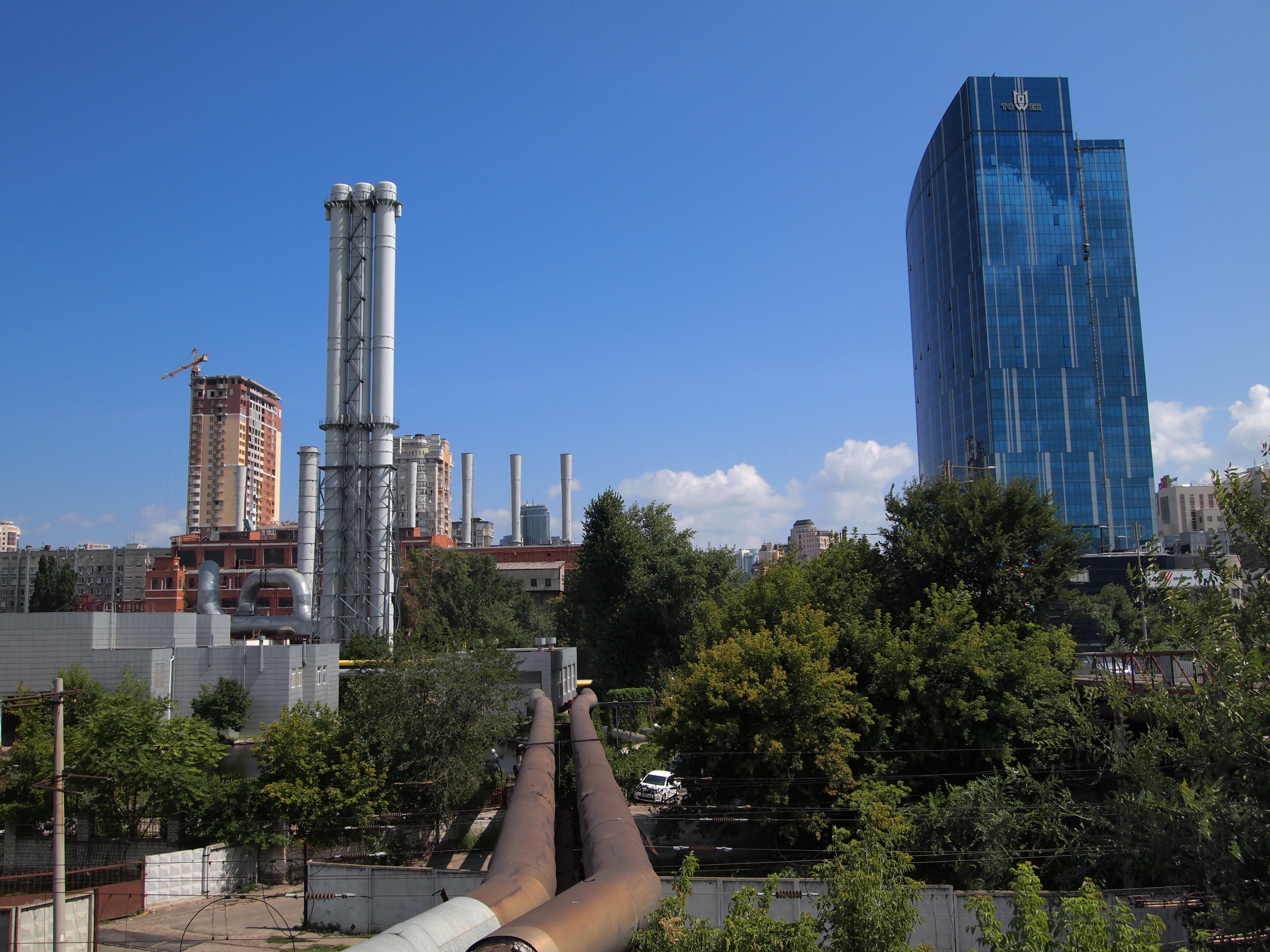
Трубопровід над залізницею

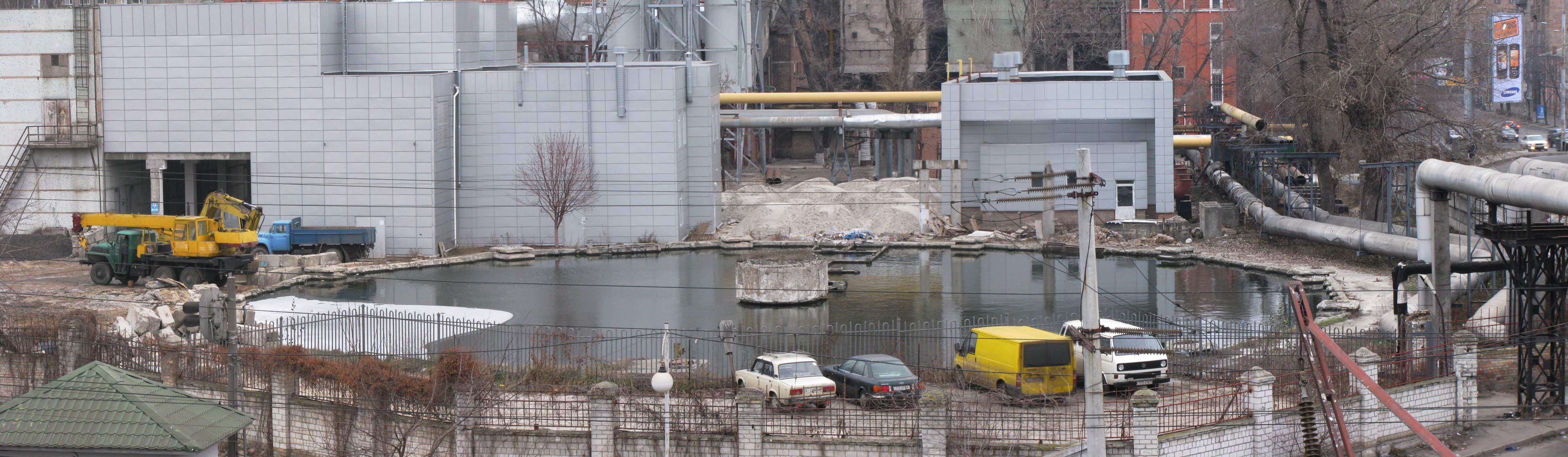
Басейн градирні ТЕЦ

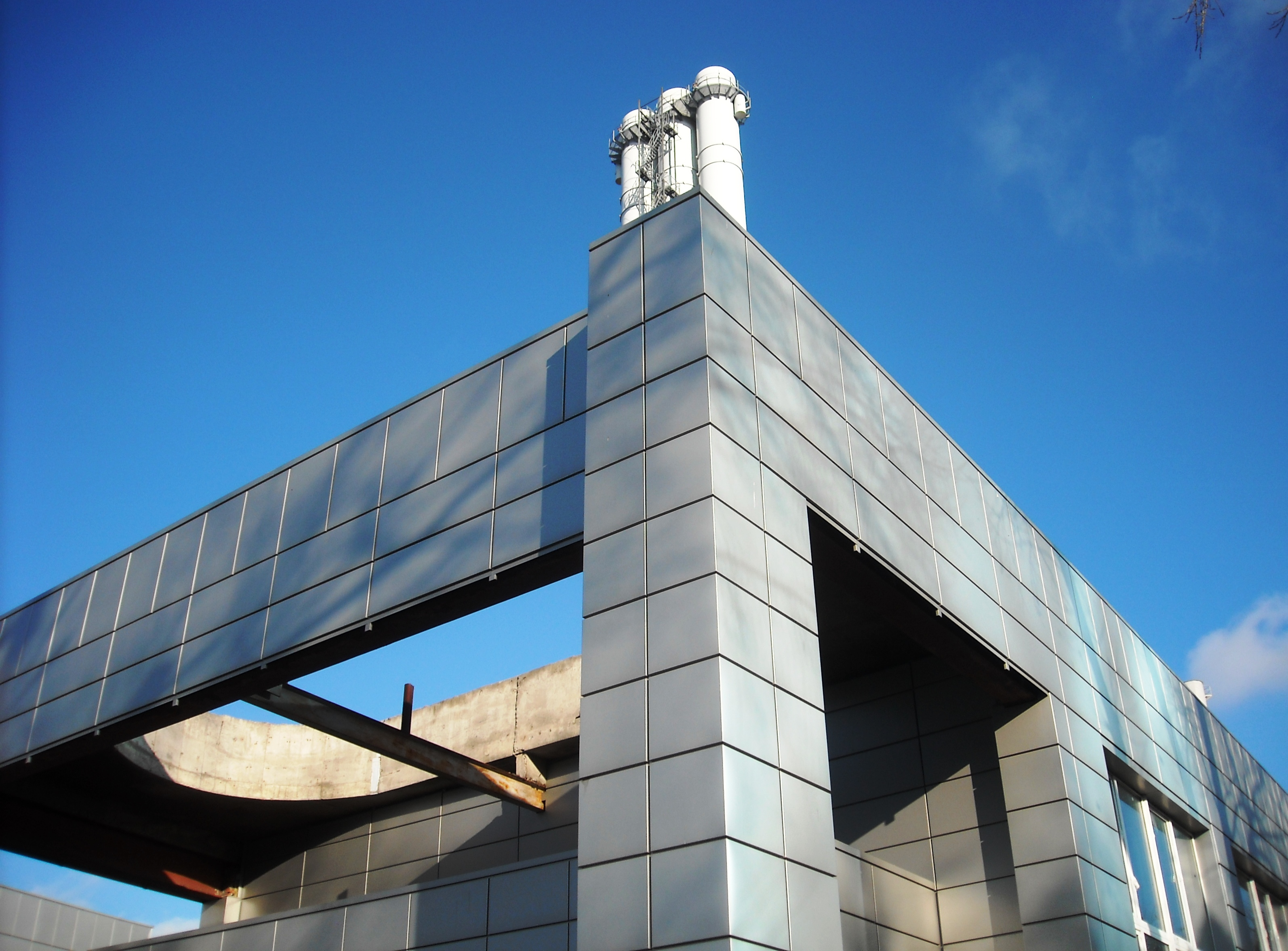
Реконструкція споруд на території станції

Станція теплопостачання розташовується біля північних платформ залізничної станції «Київ-Пасажирський», на території, що обмежена вулицями Гетьмана Павла Скоропадського, Жилянською, Симона Петлюри та смугою відчуження залізниці. З північного заходу на південний схід по цій території протікає річка Либідь. Теплоелектроцентраль Південно-Західної залізниці (згодом Київська об'єднана теплоелектроцентраль) зводилася для постачання електроенергією і теплом підприємств ПЗЗ, а також прилеглого міського району. Проект ТЕЦ авторства архітектора-художника Петра Костирко було затверджено у травні 1931 року (перша черга) та в листопаді 1934 (друга черга).
Під будівництво було знесено житлові споруди по вулицях Жилянській, Гетьмана Павла Скоропадського, Вокзальній, провулку Безаківському. Перша черга станції вступила в дію 1937, друга — в кінці 1940. На той час було споруджено: головний корпус з розподільчим блоком, окремий корпус для щита керування, склад вугілля з двома естакадами для подання палива, водоочисна станція та прохідна. Обладнання (турбогенератори, котли) були вітчизняного виробництва. Після завершення другої черги будівництва, потужність ТЕЦ становила 37 тис. кВт. З початком війни все обладнання було демонтовано та відправлено в глибокий тил. У 1950-х роках головний корпус та щитову відбудовано у довоєнному вигляді. За час існування ТЕЦ змінювалися види палива, що впливало на вигляд комплексу. Спочатку використовувався фрезерний торф, з 1934 — антрацитовий штиб (до 1948), потім паливо стає комбінованим — з використанням природного газу Дашавського родовища. З 1978 року ТЕЦ працювала тільки на газі. В повоєнні роки на станції було призупинено паровий цикл, у зв'язку з чим демонтовано градирні (першу дерев'яну — у 1972, другу — 1985). В 1948–85 роках ліквідовано генеруючі потужності, 1986 демонтовано останню турбіну. З січня 1987 року ТЕЦ-3 було перейменовано на СТ-1, і з того часу станція працювала як теплова в системі Київенерго.
Головний корпус 1937–40 років в південно-східній частині ділянки. За первісним проектом до складу корпусу входили розподільчий блок та щитова, для яких 1937 року побудовано окремі приміщення. Зв'язок між головним корпусом та щитом керування забезпечила галерея на рівні другого поверху. Корпус — у плані наближений до прямокутника розміром — 107×66 м (первісна частина займає приблизно третину всієї довжини). В основі конструктивної схеми корпусу покладено нерівномірну каркасну сітку, де розміри поперечних прогонів становлять 15 х 7,5 х 19,4 х 6,0×12 м, а повздовжніх — 5,75. Опорні колони залізобетонні, зовнішні — у цегляній обоймі, через залізобетонні подушки спираються на дерев'яні (дубові) палі (від 2 до 2,5 м). Заповнення між колонами — цегляне. Корпус складається з адміністративних приміщень, машинної зали і котельного відділення першої черги; котельного відділення і машинної зали другої черги (турбінна зала), бункерної етажерки та прибудов побутового та розподільчого блоків (розташовані з боку вул. Гетьмана Павла Скоропадського). Машинне відділення першої та другої черги розраховано на три турбогенератори. Перекриття споруди залізобетонні, містки та сходи у виробничих приміщеннях — металеві з металевим огородженням. В адміністративній частині розміщено двоє сходів — центральні з ліфтом (залізобетонні) та металеві — між другим і третім поверхами. Виробничі приміщення мають великі вікна та ліхтар верхнього освітлення. Вікна з металевими зварними рамами, в адміністративному блоці — з дерев'яними. Дах різновисокий, схилий, по металевих фермах трапецієподібної форми, на які покладено залізобетонні плити, подекуди підшиті металом. Покрівля — рубероїдна. На даху встановлено сім димарів (над котельною залою). На торцевому фасаді, зверху, в декоративному колі викладено напис — «ТЕЦ». Споруда різновисока, висота даху коливається від 19 м (машинна зала) до 31–35 м — котельня другої черги з деаераторною етажеркою, яка є найвищим приміщенням головного корпусу. Вирішення фасадних площин здійснено на засадах конструктивізму. В машинній залі зберігся мостовий кран довоєнного виробництва вантажністю 50 т та кран-балка, вантажністю 5 т повоєнного часу. Будинок є яскравим зразком промислової споруди періоду конструктивізму в архітектурі. Споруда розподільчого блоку та головного щита керування 1937–40 років. Паралельно до головного корпусу у першому ряді забудови вул. Жилянської. Зведена на другому етапі будівництва. Триповерхова, цегляна, з несучими зовнішніми стінами, прямокутна в плані. Зв'язана з головним корпусом через місток на вис. 6,5 м. Загальна висота споруди — 13 м. Фундаменти суцільні, залізобетонні. Фасади декоровано поясами з виступних цеглин. За часів повоєнної реконструкції простінки квадратних вікон третього поверху прикрашено великими круглими розетками, простінки другого ярусу — меншими за розміром. Споруда — невід'ємна технологічна ланка та частина комплексу ТЕЦ. Комплекс СТ-1 становить одну з головних енергетичних споруд Києва довоєнного часу. Тепер комплекс використовується за своїм призначенням. У жовтні 2022 року під час ракетного удару по Києву в складі першого масованого ракетного обстрілу енергетичної інфраструктури України з боку Росії станція теплопостачання постраждала від уламків крилатої ракети, яка впала поблизу та пошкодила бізнес-центр 101 Tower та історичну будівлю.